# 499 Venusia
A 499 Venusia (ideiglenes jelöléssel 1902 KX) egy kisbolygó a Naprendszerben. Maximilian Franz Joseph Cornelius Wolf fedezte fel 1902. december 24-én.